# سكان تايلاند
يشير توطين تايلاند إلى العملية التي أتت من خلالها المجموعات العرقية التي تشكل سكان تايلاند الحالية لتعيش في المنطقة..

## الهجرة الداخلية التدريجية لشعوب تاي من الصين
كانت هجرة تاي من الجبال الشمالية إلى تايلاند ولاوس عملية بطيئة، مع بقاء تاي بشكل عام بالقرب من المنطقة الجبلية في المنطقة، حيث تمكنوا من استخدام معرفتهم الزراعية المتخصصة المتعلقة باستخدام مياه الجبال لإنتاج الأرز. كانت أقرب مستوطنات تاي في تايلاند في وديان الأنهار في الروافد الشمالية للبلاد.

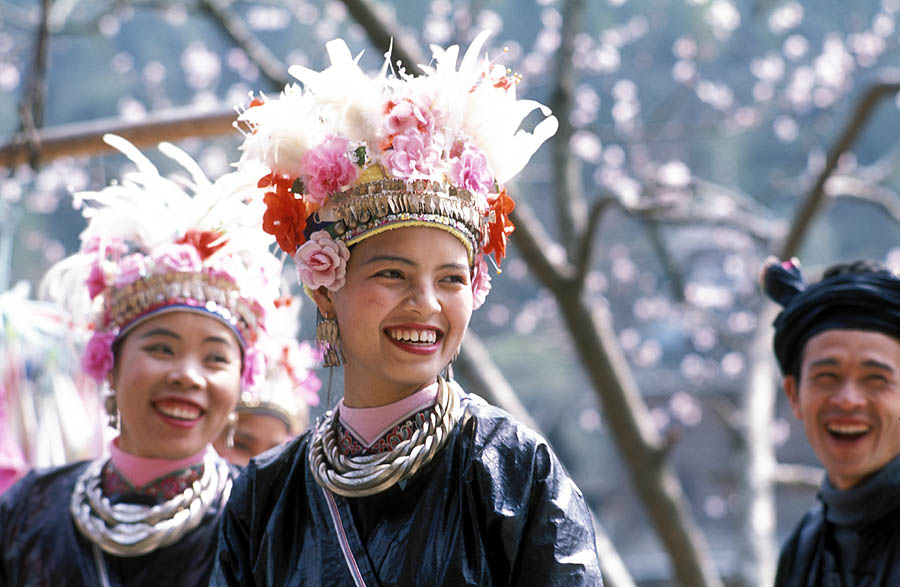
شعب تاي دونغ في قويتشو ، الصين ، يرتدون ملابس تقليدية ، على غرار القبيلة الموجودة في المقاطعات الشمالية من تايلاند

## الهجرة الصينية المتنوعة المستمرة منذ القرن الثالث عشر
يعود تاريخ الهجرة الصينية إلى تايلاند إلى قرون عديدة، والمجموعات العرقية الصينية المحددة التي شقت طريقها إلى تايلاند عديدة، على الرغم من وجود تركيز أكبر للصينيين من المقاطعات الجنوبية بسبب قربهم الجغرافي من تايلاند. الصينيون هم جزء من العرق الصيني التبتي الأكبر الذي يشمل أيضًا التبت البورميين. كان المهاجرون الصينيون قادرين إلى حد كبير على الاندماج في ثقافة تاي السائدة، وساهموا بشكل كبير في الاقتصاد والبنية التحتية في تايلاند على مر السنين.